# 裳華房
裳華房（しょうかぼう）は、日本の出版社。主に、数学・物理学・化学・生物学・工学といった自然科学関係の教科書や演習書、専門雑誌を出版する。理工系の学生や研究者、技術者、中学校や高等学校の理科教師にはなじみが深い。『ポピュラー・サイエンス』シリーズに代表される一般向けの科学啓蒙書の出版も手がける。

## 沿革
創業は非常に古く、1700年代前半にはすでに仙台藩の御用板所として活動していた。当時より算術や暦、気象などに関する書物を出版していた。その頃の出版物としては『早割日用算法記』（文化2年）、『推命書』（天保2年）、『萬延二辛酉暦』（万延元年）、『文久四年甲子歳晴雨考』（文久3年）などがある。
明治期の半ばに10代目の吉野兵作が仙台より上京して、明治28年（1895年）2月11日、東京府日本橋区本石町三丁目十三番地（現在：東京都中央区日本橋四丁目一）に「合名会社 裳華房」を設立する。東京に開業後に手がけた伝記の『林子平』（明治29年）をはじめとする「偉人史叢」シリーズが好評を博す。
以降の代表的な出版物には、『札幌農学校』（明治31年）、新渡戸稲造『BUSHIDO（武士道） The Soul of Japan』（明治33年）および『農業本論』（明治31年）、松村松年『日本昆虫学』（明治31年）、『日本医学史』（明治37年）、池野成一郎『植物系統学』（明治39年）、月をテーマにした本『月』（明治42年）、原島善之助『産馬大鑑』（明治41年）、竹内端三『函数論 上･下』（大正9年）、鮫島實三郎『膠漆学』（昭和9年）、柴田雄次『分光化学』（昭和19年）などがある。
2022年には早稲田大学と慶應義塾大学による「早慶和書電子化推進コンソーシアム」の実験プロジェクトに参加した。

## 発行雑誌
- 日本材料科学会 『材料の科学と工学:日本材料科学会誌』。ISSN 1347-4774。

- 日本材料科学会 『材料科学:日本材料科学会誌』。ISSN 0388-3930。
※ 2002年の第38巻6号まで。第39巻1号より前掲の『材料の科学と工学』に誌名変更。
- 遺伝学普及会 『遺伝:生物の科学』。ISSN 0387-0022。 
※ 裳華房からの発行は第59巻6号（2005年11月号）をもって終了。第60巻１号（2006年1月号）よりエヌ・ティー・エスから発行。
- 遺伝学普及会 『遺伝:生物の科学 別冊』。ISSN 1340-7376。
※ 裳華房からの発行は18号（2005年4月）をもって終了。19号（2006年10月）よりエヌ・ティー・エスから発行。

## 増刷表示の変更
2009年3月まで増刷ごとに版数を更新していたが、2009年4月から刷数の更新となった。